# SNCASE SE-5000 Baroudeur
SNCASE SE-5000 Baroudeur byl francouzský jednomístný jednomotorový proudový lehký stíhací letoun, určený ke vzletu a přistání na přírodních či jakostně horších VPD.

## Vývoj
V květnu 1951 se začal konstruktér W. Jakimiuk zabývat projektem taktického letounu, schopného operovat na typu terénu nevyhovujícím ani vyspělejším pístovým letounům. Po řadě studií se rozhodl ke koncepci stroje s lyžovým přistávacím zařízením, využívajícího pro vzlet samostatného odhazovacího vozíku. Podařilo se získat zájem vývojového oddělení francouzského ministerstva letectví a tím i oficiální státní zakázku na vyřešení vývojového úkolu, dva prototypy a tři stroje ověřovací série.
S předstihem před vlastním letounem Baroudeur vyvíjela společnost Société Nationale de Constructions Aéronautiques du Sud-Est vzletový vozík, jehož zkoušky probíhaly na letišti Persan-Beaumont od dubna 1952. Tvořil jej rám ze silné trubky, ohnuté do tvaru U, doplněný plošinou, která obě ramena spojovala. Spočívala na dvou nízkotlakých hlavních kolech a na přídi nesl dvojitá pomocná kola, umožňující pohyb i na velmi měkkém terénu. Na přídi vozíku byl zámek spojení s letounem, hlavní lyže stroje spočívaly na ramenech vozíku na úrovni hlavních kol. Vozík byl vybaven jednou až šesti vzletovými raketami na tuhé palivo. Pro brzdění doběhu po odpoutání stroje měl pneumatické brzdy a stuhový brzdicí padák. Ve fázi testů na něm spočívala hrubá maketa budoucího SE-5000, odpovídající hmotností a rozložením zatížení skutečnému letounu.
Továrna SNCASE v Marignane mezitím vyráběla první trupy a šípové ocasní plochy a připravovala se na jejich montáž s rovněž šípovými křídly, stavěnými v mateřském závodě Courneuve. První prototyp SE-5000.01 poprvé vzlétl na svém vozíku 1. srpna 1953 v Istres-Le Tubé pilotován Pierrem Maulandim. Po jeho odhozu přistál na travnaté ploše podél betonové dráhy. Dne 25. listopadu 1953 vzlétal jen na lyžích z travnaté, písčité nebo hlinité plochy. V prosinci pak vzlétal i přistával s permanentně připojeným vozíkem. Z důvodu značné nestability stroje byla zvětšena SOP a pod záď trupu byly instalovány dvě pomocné kýlové plochy. První prototyp poháněl proudový motor s axiálním kompresorem SNECMA Atar 101 B-2 o tahu 23,52 kN. Během pokračujících zkoušek byl do prvního prototypu instalován výkonnější Atar 101 C s 28,40 kN tahu a nakonec i Atar 101 D s 28,40 kN tahu.
Druhý prototyp SE-5000.02, zalétaný 12. května 1954, obdržel výkonnější pohonnou jednotku Atar 101 C (později také Atar 101 D), větší pomocné kýlové plochy pod zádí trupu a negativní vzepětí křídla. 17. července 1954 s ním pilot Mulandi dosáhl v mírném střemhlavém letu M = 1. Oba prototypy byly předvedeny veřejnosti na Pařížském aerosalonu v roce 1955.
V lednu 1956 zahájilo Armée de l'Air taktické zkoušky obou strojů, probíhající na různých základnách s rozdílným typem povrchu letiště od sněhu až po rozbahněnou hlínu či štěrk. Testy prokázaly nevhodnost startu a přistání s lyžemi na betonové ploše, protože ohřev třením na betonu hrozil vznícením hořčíkové slitiny, ze které byly vyrobeny.
V březnu 1956 byl dohotoven a zalétán první předsériový Baroudeur SE-5003.01, poháněný motorem Atar 101 D-3 o 29,40 kN (později Atar 101 E-3 o 34,28 kN) a vyzbrojený dvojicí kanónů DEFA ráže 30 mm. Pod křídlem nesl dva závěsné body využitelné pro blok čtyř neřízených raketových střel T-10, nebo dvou 250 kg pum.
Druhý stroj ověřovací série SE-5003.02 provedl svůj první let v květnu 1956 poháněný motorem Atar 101 E-3, později Atar 101 E-4. Poslední vyrobený Baroudeur SE-5003.03 nejprve létal s motorem Atar 101 E-3 o tahu 34,30 kN, který byl následně zaměněn za výkonnější pohonnou jednotku Atar 101 E-4 o tahu 36,26 kN. Zároveň s instalací výkonnějších jednotek došlo i na zesilování draku letounu.
Po taktických zkouškách a porovnávacích letech s letounem Mystère IVA se francouzské vojenské letectvo vážně zabývalo sériovou výrobou Baroudeuru. Konečné rozhodnutí měla dát soutěž na jednotný taktický letoun kontinentálních států NATO v západní Evropě. Francie tuto soutěž obeslala typy Breguet Br-1001 Taon, Dassault Étendard VI a Baroudeur. Porovnávací lety probíhaly na podzim 1957, jejichž výsledkem bylo, že se jako standardní bitevní letoun NATO stavěl Fiat G.91 a Barouder byl pro svou koncepční komplikovanost odmítnut.

## Specifikace (SE-5003.01)

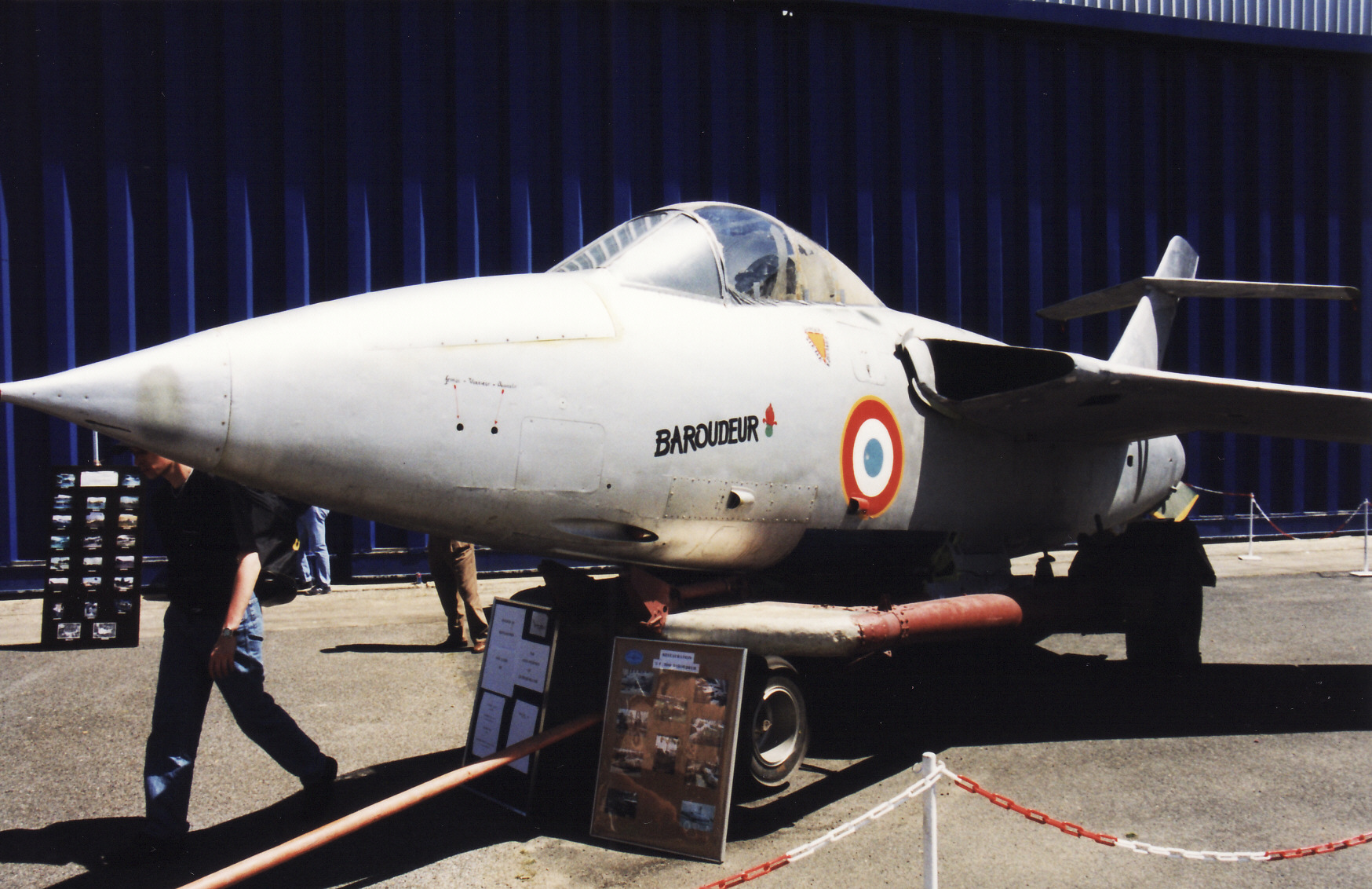
SNCASE SE-5003.03 Baroudeur na Pařížském aerosalonu, 1999

Údaje podle

### Technické údaje
- Osádka: 1
- Rozpětí: 10,00 m
- Délka: 13,49 m
- Výška na lyžích: 3,04 m
- Výška na vozíku: 3,60 m
- Nosná plocha: 25,30 m²
- Hmotnost prázdného letounu: 3315 kg
- Vzletová hmotnost: 5930 kg
- Pohonná jednotka: 1 × proudový motor SNECMA Atar

### Výkony
- Maximální rychlost u země: 1050 km/h
- Maximální rychlost v hladině 12 000 m: M = 0,95
- Výstup na 12 000 m: 10 min
- Dostup: 15 000 m
- Přistávací rychlost: 185 km/h
- Vzletová rychlost: 148 km/h
- Délka vzletu na vozíku bez raket: 900–1000 m
- Délka vzletu na vozíku se 4 raketami: 650–700 m
- Délka vzletu na lyžích bez raket: 600–700 m
- Délka vzletu na lyžích se 2 raketami: 500–600 m
- Délka přistání na vozíku: 900–1000 m
- Délka přistání na lyžích bez brzdění: 750–850 m

### Výzbroj
- 2 × kanón DEFA ráže 30 mm
- 2 × 250kg letecká puma nebo 4 × raketa T-10